# وینر (داکوتای جنوبی)
وینر(به انگلیسی: Winner) شهری در ایالت داکوتای جنوبی کشور ایالات متحده آمریکا است که جمعیت آن در سرشماری سال ۲۰۱۰ میلادی، ۲٬۸۹۷ نفر بوده‌است.